# 長谷川博之
長谷川博之（はせがわ ひろゆき、1960年2月4日 - ）は、兵庫県出身の実業家。株式会社イチケン代表取締役社長。

## 経歴
- 1982年3月 近畿大学理工学部卒業[1]。同年4月に株式会社イチケン入社。
- 2002年6月 取締役（関西統括兼神戸本店長）
- 2005年4月 常務取締役（関西統括兼神戸本店長）
- 2007年4月 取締役常務執行役員（事業統括本部副本部長兼関東統括）
- 2011年4月 取締役常務執行役員（東京支店長）
- 2013年4月 取締役常務執行役員（営業推進本部長）
- 2014年6月 取締役専務執行役員（営業推進本部長）
- 2015年6月 代表取締役社長社長執行役員